# الاتحاد القطري للطلاب الجامعيين العرب في الجامعات الاسرائيلية
تشكّلت حركة الطلاب الجامعيين العرب عام 1959، مع تشكّل أول لجنة طلاب عرب في الجامعة العبريّة في القدس. بعد حرب 1967. بدأت حركة الطلاب الجامعيين العرب في التبلور؛ ليعقبها تأسيس لجان طلاب في الجامعات الإسرائيليّة الأخرى حيث تأسست لجان في جامعة حيفا والتخنيون عام 1973. كذلك، في جامعتي بار ايلان وجامعة بن غريون في بئر السبع عام 1975. لاحقًا توجهت هذه اللجان لإقامة الاتحاد القطري للطلاب الجامعيين العرب خلال العامين 1975/74 استمرارًا لاتحاد لجان الطلاب العرب في الجامعات الإسرائيليّة.
اصبحت الحركة الطّلّابيّة جزءًا من التنظيمات الشعبية والوطنية في الدّاخل الفلسطيني. تعمل هذه اللجان حسب إمكاناتها وإحتياجات الطّلبة من جامعة لأخرى على رفع مطالب الطّلّاب العرب في هذه الجامعات. تعمل هذه اللّجان للحصول على حقوق الطلاب العرب في التعليم، السكن، المنح الجامعيّة، العمل، كما تعمل على التّشبيك وتقوية العلاقات الاجتماعية بين الطّلّاب. ينطلق الحراك الطّلّابيّ من منطلق وطني، كما تطالب اللجان المعاهد العليا في إسرائيل ان تعترف بحقوق الجمهور الطلابيّ العربيّ واحدًا من الجماهير الخاصّة والمنظّمة، وله قضاياه ومطالبه الخاصة، التي تُحتّم على الجامعات الإسرائيليّة حلّها والتّعاطي معها. يجدر الإشارة إلى أنّ هذه التّجربة المنظّمـة الوحيـدة في الدّاخل الفلسطينيّ، والإطـار الوحيـد لهيئـات منتخبـة علـى أسـاس قومـي، نابع من جمهورها، وتنظيم ذاتي مستقل عن الاطر الرسمية الاسرائيلية بل في مواجهتها.
الحركة الطلابية المنظمة هي الاطرالفلسطينية الوحيدة، التي جرى تاريخيًّا انتخابها على أساس سياسي وفي صلبه تحديد موقفه تجاه قضايا الشعب الفلسطيني ونظرتها اتّجاه إسرائيل، بعيدًا عن العصبيّة العائليّة والطّائفيّة. كما تمحورت في رؤيتها حول شكل التنظيم والبُنى والتفاعل الاجتماعي للحركة الطلابية من خلال خلق البديل في الدّاخل الفلسطينيّ. بالأخصّ ضمن مؤسسات ذات صلة بنيوية بالسلطة الاسرائيلية الرسمية.

## السياق التاريخي لنشوء الحراك
عقب صدام مفتوح خلال السّنوات (1985-1975) بين قوتي الجيل الّذي عاصر يوم الأرض والجيل اليمينيّ المتطرّف الّذي نشأ بعد حرب 1973، المشبع بالفكر الاستيطانيّ عقب نشوء حركة غوش إيمونيم (كتلة الإيمان) الّتي تحمل عقيدة الاستيطان في كافّة مناطق فلسطين، كما شهدت سقوط حزب العمل الإسرائيليّ وعلا شأنهم بصعود مناحيم بيجن إلى الحكم. الأمر الّذي أنتج صدام بين الجيلين انعكس في ميدان التّعليم العالي في الجامعات الإسرائيليّة من خلال ممارسات عدائيّة وإستعلائيّة، كما سعت إلى الحيلولة دون تنظيم هؤلاء الطّلبة في محاولة لإعاقة بلورت وعيهم السّياسيّ، من خلال إقصاء الحراك الطّلّابي العربيّ من جهة، وصعود الحراكات الطّلابيّة الإسرائيليّة مثل حركة "كامــپوس" (1982-1977) التـي كانـت نواتهـا مـن طـّلاب يهـود يسـاريين تبلورت آراؤهم في أعقاب الحراك الطّلابيّ العالميّ عقب حرب فيتنام، ممّا ساهم في تعريف حالة الفلسطيني السّياسيّة داخل الخط الأخضر أو فلسطينيّ 48. سيّما شهدت هذه الفترة مصادرة أراضي ومحاولة تغييب وطمس هويّتهم.
كان العديد من الأمريكيين اللاتينيين وقودًا للحركات المتطرفة في إسرائيل منذ أوائل السبعينيات، على خلفية التطرف والمواجهة مع الأنظمة القمعية الرجعية في بلدانهم الأصلية. وقد ظهرت بداية النفوذ الأمريكي الجنوبي بوضوح في عام 1971 وانخراطهم في عامي 1971 و1972، فازت حركة "يش" بانتخابات اتحاد الطلاب في جامعة حيفا وهي حركة يهودية عربية. كان المستوطنين من أمريكا الجنوبية جزءًا مهمًا منها، إلى جانب الحراكات الطّلابيّة العربيّة. يبدو أنّ السّبب في نشوء هذه الحراكات اليساريّة هي عدم أدائهم للخدمة العسكريّة أو كشفهم على الفكر الصّهيونيّ، ففي صيف عام 1972 بدأت مجموعة من الأمريكيين الجنوبيين (معظمهم من تشيلي والأرجنتين وأوروغواي) في العمل هناك ضد الحزبية الفوقية المزعومة لاتحاد الطلاب، الذي اختار ممثلي الأحزاب في الانتخابات الشخصية دون أن يعرفوا مسبقاً ما هي هويتهم السياسية. أطلق الأمريكيون الجنوبيون على المنظمة اسم "حيزكي آتون". قمت بإنشاء خلية حزقي في قسم علم الاجتماع؛ وكانت الغالبية العظمى من الناشطين في الخلية من المهاجرين الجدد - من أمريكا الجنوبية والشمالية، والأتراك، والإيطاليين، والفرنسيين. لا أتذكر أنه كان هناك حتى صابر واحد بين أعضاء الزنزانة.
بدأت المنظمة لانتخابات اتحاد الطلاب في عام 1974. انضم الطلاب العرب أيضًا إلى النضال بفضل العلاقة التي تشكلت في يش حيفا بين روني سترير وعادل منّاع. كلاهما انتقلا للدراسة في القدس وكان عادل عضوًا في "اتّحاد الطلاب العرب" الذي كان تحت سيطرة راخ، وعشية الانتخابات تقدم بمقترح لدعم منظمتنا، وقبل عرضه ونشر إعلانًا يدعو الطلاب العرب إلى دعم مرشحي "كامبوس" عام 1974، وقد جاء ذلك بشكل رئيسي من خلال. فازت العلاقات الشخصية بعدد ضئيل من النواب، لذلك، في عام 1974. ألغى "كامبوس" التشكيل وأجبر منذ ذلك الحين على إجراء انتخابات سياسية مفتوحة، وعلى الرغم من ذلك، فاز ممثل الليكود بقيادة الهستدروت.
شهدت الهويّة الفلسطينيّة تحدّيّات بعد نكسة 1967 وسيطرت إسرائيل على كلّ فلسطين، وبدء مرحلة الحكم العسكري في داخل الأراضي المحتلّة. بدأت في هذه الفترة تتشكّل نواة الحركة الطّلّابيّة، لإنهاء الحكم العسكريّ، سيّما بعد إلتحاق الطّلاّب العرب بالجامعات الإسرائيليّة. وإجراءات منظمة التحرير الفلسطينية ضده. يبدو لي أنه من المستحيل تفسير التطورات الاحتجاجية في الثمانينيات – ضد حرب لبنان وضد قمع الانتفاضة – دون معرفة أنشطة كامبوس بين عامي 1974 و1982.
شهدت أواخر السّبعينات حالة ضعف في الحركة الطلابية من حيث المبنى الدّستوريّ، والمقصود هو دساتير لجان الطلاب العرب والاتحاد القطري. لم يكن في تلك الفترة قد تشكّل هيئات اللجان المنتخبة والاتحاد القطري الّتي عالجت الوضع الدستوري. ممّا خلق حاجة لإعادة قراءة الدساتير التي نوقشت جماعيَّا وإقرارها من قبل الطلاب العرب في الأعوام 1978 ولغاية 1980، حيث أُقرّ تحوُّل بنيوي من انتخابات اسميّة الى انتخابات نسبيّة، وقد جاء التعديل في حينه إدراكا لأهمية التمثيل النسبي للتنظيمات الطلابية. يشار إلى أنّ الحركتان، اللّتان نشطتا في تلك الفترة: الحزب الشيوعي والجبهة الديموقراطية للسلام والمساواة (جبهة الطلاب العرب) وحركة أبناء البلد (الحركة الوطنية التقدمية). وقد جرى التعديل أساسا لأن الإطار تطوّعي؛ ولأنّ التصويت والانتخاب اتخذ منحى التصويت لكتلة تبعًا لانتمائها السياسي. فقد حصل قبل التعديل أن تحصل قائمة على ما مجموعه 94% من الأصوات والقائمة الأخرى على 49%، وكانت تركيبة لجان الطلاب العرب فقط للقائمة التي حصلت على الغالبية الضئيلة ولم تحظ الأقلية التي تشارف النصف على أي تمثيل (أشبه بالانتخابات المناطقية).

## طريقة الانتخاب
تعتمد طريقة إنتخاب اللّجان الطّلّابيّة على انتخابات نسبيّة بعد أن كانت أسميّة؛ وهذا لأهمّيّة التمثيل النسبي للتنظيمات الطلابية. كن هناك حركتان طلابيتان أساسيتان في تلك الفترة، وهما الحزب الشيوعي والجبهة الديموقراطية للسلام والمساواة، إضافة إلى حركة جبهة الطلاب العرب وحركة أبناء البلد. وقد جرى التعديل لأن الإطار- اللجان والاتحاد القطري- هو إطار طوعي ولأن التصويت وعملية الانتخابات أخذت منحى التصويت الحزبيّ، بغض النظر عن الشّخصيّات الموجودة في الانتخابات. فقد حصل قبل التعديل أن تحصل قائمة على ما مجموعه 94% من الأصوات والقائمة الأخرى على 49%، وكانت تركيبة لجان الطلاب العرب فقط للقائمة التي حصلت على الغالبية الضئيلة ولم تحظ الأقلية التي تشارف النصف على أي تمثيل -أشبه بالانتخابات المناطقية-.

## سياسة الجامعات الإسرائيلية اتجاه الطلاب العرب
تستهدف الحكومة الإسرائيلية الحركات الطلابية في الجامعات وملاحقة الطلاب العرب الفلسطينيين فيها، إضافة إلى اتّخاذ الإجراءات التّعسّفيّة بحقّ الطّلّاب العرب، وعرقلة النّشاطات الّتي تهدف للحفاظ على الهوية الفلسطينية.
ويرى ناشطون أكاديميون، أنه بعد انتهاء أزمة "الانقلاب على القضاء" فإن الحكومة الإسرائيلية لن تتوانى عن سن القوانين التي تحظر النشاطات السياسية للطلاب الفلسطينيين في الجامعات، وتمهدّ لفصلهم أو شطب الكتل والحركات الطلابية الفاعلة، من خلال مجموعة قوانين موجهة ضد الطلاب الفلسطينيين، وظهرت بوادرها محاولة شطب حركة "جفرا" في جامعة تل أبيب. كما أنّ مسودات القوانين الّتي سعى إليها حراك "إم تيرتسو" اليمينيّ المتطرّف وغيره من الحراكات المناهضة للحركة الطّلّابية الفلسطينيّة في الجامعات الإسرائيليّة، في الكنيست هدفها الحدّ من النّشاط الطّلّابيّ وملاحقة الطلّاب الفلسطينيين النّاشطين في الجامعات الإسرائيليّة، مثل: الفصل من الجامعة أو الاحالة إلى لجنة تأديبيّة. عدا عن إغلاق الكتل الطلابية وعدم منحها الترخيص أو الموافقة على تنظيم أي نشاطات جامعيّة. إضافة إلى حظر رفع العلم الفلسطينيّ في المناسبات الوطنيّة والنّشاطات السّياسيّة. الأمر الّذي يثير مخاوف لدى الطّلّاب لدى الانضمام للنّشاطات الطّلّابيّة والكوادر.
إضافة إلى ذلك، فإنّ النقابات الطلابية في الجامعات الإسرائيلية تملك ميزانيات ضخمة، ولا يمكن للحركات طلابية فلسطينية منافستها على مستوى تقديم الخدمات الإعتياديّة والتقنية التي يقدمونها للطلاب، فهذه النقابات تحولت على مدار السنوات إلى قوة كبيرة في مستوى إعطاء الخدمات للطلاب.

## نشاطات الاتحاد القطري للطلاب الجامعيين العرب
تتعاون لجان الطلاب العرب المنتخبة من الطّلّاب العرب على تنظيم نشاطات وطنيّة وثقافيّة مختلفة منها:

### الاحتجاج ودعم قضايا الشّعب الفلسطينيّ
طالب الإتحاد القطري للطلاب الجامعيين العرب في رسالة عممت على جامعات: بن غريون في بئر السبع والجامعة العبريّة في القدس وحيفا ومعهد تخنيون وكلية عيمك يزراعيل؛ للتّنسيق لعمل وحدويّ لإحياء ذكرى النّكبة مع رؤساء لجان الطلاب العرب ورئيس الاتحاد القطري في الجامعات ومندوبي لجان المبادرة الطلابية في جامعة بئر السبع ومعهد التخنيون وكلية عيمك يزراعيل، وذلك في جامعة حيفا، والمطالبة اعتبار من تاريخ 15/5/08 بمثابة عطلة رسمية للطلاب العرب كحق جماعي لهم. كما طالب الاتحاد عميدي الطلبة في الجامعات بتوفير الإمكانيات الملائمة لإحياء ذكرى يوم النكبة. اعتمادا على حقوق الإنسان الأساسية في حرية التعبير عن الرأي وحرية الانتماء في إحياء هذه الذّكرى.
كما دعا الاتحاد القطري للطلاب الجامعيين العرب في كافة الجامعات الإسرائيليّة الى ارتداء الحطة الوطنية (الكوفية) في كافة الجامعات والمعاهد العليا، وذلك يوم الأربعاء 14.11.2007، تأكيداً على الهويّة الوطنية الفلسطينية ورموزها. عقب إعتداء طلاب يمينيين بالاعتداء على طلاب عرب خلال نشاط نظموه في الجامعة العبرية في القدس من مجوعة "إم ترتسو"، بالاعتداء على أحد الطلاب العرب، مما أدى إلى وقوع مشادات كلامية وتدافع بين الطلاب إلى أن حضر طاقم أمن الجامعة.
1. تنظيم أيام دراسية حول مختلف المواضيع: السّياسة، أمسيات وطنيّة وثقافيّة، معارض كتب.
2. الدّعم الأكاديميّ للطّلّاب العرب من خلال إصدار مواد تعليمية ونشرات ارشادية في مختلف المواضيع، وتقديم المساعدة والدّعم للطّلّاب.
3. المساهمة في الأبحاث حول فلسطينيي الدّاخل.
4. إعطاء إستشارة تعليميّة.
5. توجيه طلاب الثانويات العرب حول التّعليم الأكاديميّ.[1]